# Försvarsväsendets kemiska anstalt
Försvarsväsendets kemiska anstalt, FKA, tidigare svensk myndighet som inrättades 1937 för forskning om skydd mot kemiska stridsmedel, och som 1945 gick upp i Försvarets forskningsanstalt (FOA), som då bildades.

## Bakgrund
Under första världskriget kom flera olika kemiska vapen till användning, inte minst i samband med skyttegravskriget på västfronten, och orsakade många skadade och dödade, inte minst genom insatserna av senapsgas. Behovet av att kunna skydda soldater från framtida "gaskrigföring" (som var det samtida begreppet) var därför uppenbart för det svenska försvaret, och detta krävde såväl kunskap om de kemiska stridsmedlen som om skyddsmetoder. Mer välordnad svensk verksamhet inom området kom dock igång först efter krigsslutet. En enhet för gasskydd inrättades 1921 vid den statliga krut- och ammunitionstillverkaren Åkers krutbruk, som lydde under Arméförvaltningen, och där viss kemisk kompetens fanns i en försvarsrelaterad miljö. Några år senare tillkom försvarsfinansiering av gasskyddsverksamhet i akademisk miljö. Vid den medicinsk-kemiska institutionen vid Lunds universitet inrättades 1926 det så kallade Gaslaboratoriet, där kemidocenten och reservofficeren Gustaf Ljunggren var verksam. 1928 tillkom även verksamhet vid fysikalisk-kemiska institutionen vid Uppsala universitet, där bland annat Ole Lamm var verksam.
Redan tidigt uppstod även funderingar kring om även Sverige skulle skaffa egna kemiska vapen. I samband med att Sverige ratificerade Genèveprotokollet 1930 övergick dock verksamheten till att officiellt enbart vara inriktad på skyddsforskning, vilket bland annat innebar att verksamheten i Lund bytte namn till Gasskyddslaboratoriet. Efter några år kom dock synen på effektiviteten av Genèveprotokollet och andra internationella konventioner att bli mer pessimistisk, eftersom dessa inte hindrade Nazitysklands upprustning från 1933 eller Italiens insatser med kemiska vapen i andra italiensk-abessinska kriget 1935-1936.

## Verksamhet
Under intryck av ökad internationell spänning och risken för att ett framtida krig skulle bli ett "gaskrig" inrättades FKA som egen myndighet 1937. Inrättandet av FKA var ett inslag i Försvarsbeslutet 1936, och FKA stod i huvudsak färdigt 1939. Det var i huvudsak verksamheten vid Gasskyddslaboratoriet i Lund som lade grunden för FKA, som dock även tog över den verksamhet som bedrivits vid Åkers krutbruk.
FKA fick från början även ansvar för annan försvarsrelaterad kemiverksamhet, framför allt explosivämnen, och rökammunition. Denna verksamhet utökades kraftigt under andra världskriget, bland annat sedan utländsk forskningsverksamhet kring högpresterande sprängämnen kommit till svensk kännedom 1940-1941.
Laboratorier byggdes vid Stora Ursvik (norr om Stockholm). Byggnation av ett särskilt sprängämneslaboratorium påbörjades 1941.
Tillsammans med Militärfysiska institutet (MFI), samt en enhet vid Statens uppfinnarnämnd (SUN), bildade Försvarsväsendets kemiska anstalt 1945 den nya myndigheten FOA. FKA kom i princip att utgöra avdelningen för kemi vid FOA, en av tre avdelningar vid den nybildade myndigheten.